# Джефф Лейсі
Джеффрі Скотт Лейсі (англ. Jeffrey Scott Lacy; 12 травня 1977, Сент-Пітерсберг) — американський професійний боксер, чемпіон світу за версіями IBF (2004—2006) і IBO (2005—2006) у другій середній вазі.

## Аматорська кар'єра
На Олімпійських іграх 2000 переміг Клейтона Консейсау (Бразилія) і Павела Какетека (Польща), а у чвертьфіналі програв Гайдарбеку Гайдарбекову (Росія).

## Професіональна кар'єра
2 жовтня 2004 року в бою за вакантний титул IBF у другій середній вазі переміг технічним нокаутом у восьмому раунді  Сіда Вандерпула (Канада). 6 серпня 2005 року в бою проти британця Робіна Рейда завоював титул IBO у другій середній вазі.
5 березня 2006 року у Манчестері, Англія в об'єднавчому бою проти чемпіона  WBO Джо Кальзаге Лейсі втратив свій титул, після чого його кар'єра пішла на спад. Впродовж 2006—2015 років здобув шість перемог над суперниками невисокого рівня, зазнавши в той же час п'ять поразок, зокрема від Джермейна Тейлора, Роя Джонса і в останньому бою від Саллівана Баррера.